# Йохан Хелдин
Йохан Хелдин (на немски: Johann Heldin) е немски римокатолически духовник, доминикански монах, прелат на Римокатолическата църква.

## Биография
Хелдин е доминиканец. В 1460 година е ръкоположен за титулярен скопски епископ и назначен за викарен епископ на Бамбергската епархия при принц-епископ Георг I фон Шаумберг. Умира в 1466 година.